# Karen Sharpe
Karen Kay Sharpe (San Antonio, Texas; 20 de septiembre de 1934) es una actriz estadounidense de cine y televisión. Es conocida por interpretar a Laura Thomas en la serie de televisión de wéstern estadounidense Johnny Ringo. Fue la tercera esposa del director de cine Stanley Kramer y ha sido su albacea desde su muerte en 2001.

## Biografía y carrera
Sharpe nació en San Antonio, Texas, hija de Dorothy Shrout y Kirk Howard Sharpe, ambos de Indiana, y figuran como Sharp, no Sharpe, en los documentos del censo de 1940. Según el mismo censo, la familia seguía viviendo en San Antonio, y el cabeza de familia trabajaba como director de ventas en una compañía eléctrica local. Su padre era empresario y petrolero. Fue patinadora sobre hielo en Hollywood, California, y alumna de la Escuela Profesional de Hollywood. A la edad de 18 años, su madre solicitó el divorcio, acusando al padre de Sharpe de placer al infligirle crueldades. Estudió danza de ballet con el bailarín de ballet y coreógrafo Adolph Bolm en Los Ángeles, California.
Sharpe realizó pruebas de pantalla sin éxito mientras trabajaba como modelo. En 1947, obsesionada con el deseo de convertirse en actriz de cine, convenció a sus padres para que se trasladaran a Los Ángeles. "Esperaba encontrarme en un taburete de una farmacia como Lana Turner", dijo más tarde. En la nueva ubicación, continuó con sus clases de baile (también con Adolph Bolm como profesor). Hizo una audición para Metro-Goldwyn-Mayer, Columbia Pictures y Universal Pictures, pero todas ellas resultaron infructuosas, por lo que modeló para portadas de revistas (entre ellas Cosmopolitan y Pageant) e hizo anuncios publicitarios.
Finalmente, adquirió notoriedad en 1952 gracias a unas fotografías suyas publicadas en la revista militar estadounidense Army Bound.
Ese mismo año, Sharpe, que entonces tenía 18 años, consiguió finalmente un pequeño papel en la película de cine negro The Sniper, producida por Columbia Pictures. Su primer papel protagonista también llegó en 1952 en la película de aventuras Bomba and the jungle girl. En los años siguientes, asumió el protagonismo femenino en varias películas de cine negro y wéstern, así como papeles secundarios en grandes producciones como The Vanquished y The High and the Mighty.
Sharpe también apareció en las películas Holiday for Sinners, The Vanquished, Strange Fascination y Mexican Manhunt. Actuó como invitada en programas de televisión, como Gunsmoke, Bonanza, Death Valley Days, Perry Mason, The Wild Wild West, The Texan, Rawhide, Gomer Pyle, U.S.M.C., Trackdown, Mickey Spillane's Mike Hammer, 77 Sunset Strip, El agente de CIPOL, The Millionaire y Mi bella genio. En 1955, Sharpe ganó el premio Globo de Oro en la categoría Nueva Estrella del Año - Actriz por su interpretación de Nell Buck en la película de 1954 The High and the Mighty, junto con las actrices Shirley MacLaine y Kim Novak.
En 1959 Sharpe recibió la Llave de Oro de la revista Modern Screen como "una de las actrices jóvenes más prometedoras del mundo del espectáculo".
También en 1959, Sharpe protagonizó la nueva serie de televisión del oeste de la CBS, Johnny Ringo, interpretando a Laura Thomas, en la que actuaba junto a Don Durant, que interpretaba al personaje principal, Johnny Ringo, Mark Goddard, que hacía de Cully, y también Terence De Marney, que interpretaba al propietario de un almacén general, Case Thomas, que era el padre del personaje de Sharpe.
En 1961, el padre de Sharp, que para entonces se había convertido en un hombre de negocios bastante rico, murió, y la actriz se convirtió en la única heredera de su negocio. Durante cuatro años continuó con el negocio de su padre, pero luego lo vendió con un buen beneficio.
Sharpe protagonizó la pareja cinematográfica de Jerry Lewis en la comedia de 1964 The Disorderly Orderly. Además de su carrera cinematográfica, apareció en numerosas series de televisión. También hizo apariciones como invitada en conocidas series como Rawhide.
En 1966 Sharpe se volvió a casar y puso fin a su carrera dedicándose por completo a la crianza de su hijastro, su hijastra y, pronto, de sus dos hijas con su marido.
Terminó su carrera como actriz oficialmente en 1967 se retiró, apareciendo por última vez en el telefilme Valley of Mystery, interpretando a Connie Lane. Sharpe continuó sus años como la heredera del negocio de su padre, que vendió para obtener un dividendo. Se estableció en Seattle, Washington, en 1978 y se trasladó a Beverly Hills, California, en 1985.
En 1975 actuó como ayudante de producción en dos películas poco conocidas, en 1979 como directora de casting en la exitosa película The Runner Stumbles, en 2000, 2005, 2008 como productora ejecutiva en seis documentales poco conocidos.
En 2019, Sharp retomó su carrera como actriz, protagonizando el poco conocido cortometraje Shadow of Destiny, y se esperaba que apareciera en el largometraje Shadow of Destiny: The Complete Story en mayo de 2021.

## Vida personal
Sharpe se casó con Charles Stevens Marshall, un actor, en 1957. Más tarde pidió el divorcio a Marshall, alegando que este había abusado físicamente de ella. Según The Odessa American, debido a las palizas que le propinó Marshall, su caja torácica sufrió contusiones y su cabeza se estrelló contra el ladrillo. El divorcio se hizo definitivo el 18 de septiembre de 1962. Su primer marido, Marshall, fue asesinado en su casa en 1974.
El 1 de septiembre de 1966 se casó con el director y productor de cine Stanley Kramer, con quien tiene dos hijos en común, entre ellos la actriz Kat Kramer. Sharpe administra el patrimonio del director, incluida la Biblioteca Stanley Kramer.
Tras la muerte de su marido Kramer en 2001, Sharpe fundó la Biblioteca Stanley Kramer. En colaboración con la Universidad de California en Los Ángeles, fundó el premio Stanley Kramer y el premio Stanley Kramer Fellowship, que se conceden a jóvenes cineastas y reconoce "las películas que muestran temas sociales provocativos." 
En 2022, Sharpe reveló que fue agredida y acosada sexualmente por el cómico, actor, cantante, director, productor, escritor y humanitario Jerry Lewis en el plató de la película The Disorderly Orderly de 1964. Declaró que Lewis mandó llamar a Sharpe para que fuera a su oficina, donde la agarró y acarició, y luego se bajó los pantalones. Sharpe declaró que "me quedé boquiabierta". Ella rechazó sus insinuaciones, lo que enfureció tanto a Lewis que esa fue la última vez que trabajó con él. La actriz Hope Holiday contó que también fue agredida sexualmente por Lewis.